# Јоне Рејломо
Јоне Рејломо (енгл. Jone Railomo; 26. фебруар 1981 - 8. август 2009) био је фиџијански рагбиста и репрезентативац. Професионално је играо рагби у Француској за Расинг Виши и Поитерс. За репрезентацију Фиџија је дебитовао 10. јуна 2005. у тест мечу против Ол блекса. Одиграо је свих 5 утакмица на светском купу 2007, где је Фиџи у четвртфиналу заустављен од Спрингбокса. Преминуо је у болници 2009.